# Всеобщие выборы в Перу (1963)
Всеобщие выборы в Перу проходили 9 июня 1963 года. На них избирались президент и члены обеих палат Конгресса Республики после того, как результаты предыдущих выборов 1962 года были отменены и последующим за этим военным переворотом. При поддержке партии Народное действие и ХДП Фернандо Белаунде Терри выиграл президентские выборы, получив 39 % голосов. В то же время партия Априста получила большинство мест в Палате представителей и в Сенате.
После последующего переворота 3 октября 1968 года выборы в Перу не проводились вплоть до выборов в Конституционное собрание в 1978 году.

## Результаты

### Президентские выборы
| Кандидат                             | Партия                               | Голоса    | %    |
| ------------------------------------ | ------------------------------------ | --------- | ---- |
| Фернандо Белаунде Терри              | Народное действие/ ХДП               | 708 662   | 39,1 |
| Виктор Рауль Айя де ла Торре         | Априста                              | 623 501   | 34,4 |
| Мануэль Одриа                        | Национальный союз одристов           | 463 085   | 25,5 |
| Марио Самаме Боггио                  | Народный союз                        | 19 320    | 1,1  |
| Недействительных/пустых бюллетеней   | Недействительных/пустых бюллетеней   | 139 716   | –    |
| Всего                                | Всего                                | 1 954 284 | 100  |
| Зарегистрированных избирателей/ Явка | Зарегистрированных избирателей/ Явка | 2 070 718 | 94,4 |
| Источник: Nohlen                     |                                      |           |      |

### Палата представителей
| Партия                               | Голоса | % | Мест |
| ------------------------------------ | ------ | - | ---- |
| Априста                              |        |   | 56   |
| Народное действие                    |        |   | 39   |
| Национальный союз одристов           |        |   | 26   |
| Христианско-демократическая партия   |        |   | 10   |
| Объединённые левые                   |        |   | 3    |
| Прадистское демократическое движение |        |   | 2    |
| Независимые                          |        |   | 3    |
| Всего                                |        |   | 139  |
| Источник: Nohlen                     |        |   |      |

### Сенат
| Партия                             | Голоса | % | Мест |
| ---------------------------------- | ------ | - | ---- |
| Априста                            |        |   | 18   |
| Народное действие                  |        |   | 15   |
| Национальный союз одристов         |        |   | 7    |
| Христианско-демократическая партия |        |   | 5    |
| Всего                              |        |   | 45   |
| Источник: Nohlen                   |        |   |      |